# Pacyfikacja wsi Sikory-Tomkowięta
Pacyfikacja wsi Sikory-Tomkowięta – masowy mord na ludności cywilnej, połączony z grabieżą i niszczeniem mienia, dokonany przez okupantów niemieckich 13 lipca 1943 roku we wsi Sikory-Tomkowięta w powiecie wysokomazowieckim.
Wieś spacyfikowano w odwecie za akcje zbrojne oddziału Uderzeniowych Batalionów Kadrowych. Funkcjonariusze SS i niemieckiej żandarmerii zamordowali 49 mieszkańców, w tym 30 kobiet i dzieci. Wieś po uprzednim ograbieniu doszczętnie spalono.

## Geneza
Sikory-Tomkowięta leżą w powiecie wysokomazowieckim, przy szosie Warszawa – Białystok. Przed pacyfikacją liczyły 20 gospodarstw i około 60 mieszkańców.
Pod koniec 1942 roku na terenach okręgu białostockiego zainicjowały działalność zbrojną Uderzeniowe Bataliony Kadrowe. 21 czerwca 1943 roku oddział UBK, którym dowodził Tadeusz Jagodziński ps. „Pawłowski”, rozbił posterunki niemieckiej żandarmerii w Kobylinie i Zawadach. Kolejną jego akcją było rozbrojenie kolumny samochodowej na szosie pod Rzędzianami. Działania UBK sprowokowały Niemców do przeprowadzenia szeroko zakrojonej akcji represyjnej. Jej ofiarą padły między innymi Sikory-Tomkowięta.
W starszych źródłach można znaleźć informację, że przyczyną pacyfikacji był również fakt, iż mieszkańcy wsi odmówili udziału w robotach drogowych oraz zalegali z dostarczeniem obowiązkowych kontyngentów.

## Przebieg pacyfikacji
13 lipca 1943 roku około godziny 2:00 w nocy jednostki SS i żandarmerii szczelnym kordonem otoczyły Sikory-Tomkowięta. Według świadków ekspedycja karna liczyła około 100 funkcjonariuszy. Wkroczywszy do wsi, Niemcy spędzili mieszkańców na wiejską drogę. Po wstępnym przesłuchaniu około 10 osób zostało zwolnionych, wśród nich rodzina nieżyjącego sołtysa Szczepana Dąbrowskiego, szwagier sołtysa Stanisław Sikorski z rodziną, a także żona Antoniego Sikorskiego i jej siostra, które nie były ujęte w spisie mieszkańców. Rozkazano im natychmiast opuścić wieś. Pozostałych mieszkańców, po uprzednim sprawdzeniu personaliów, zamknięto w domu Stanisława Sikorskiego.
Dowodzący akcją Niemiec odczytał zatrzymanym wyrok śmierci za niewywiązywanie się z kontyngentów i wspomaganie partyzantów. Wspomniał również o zabiciu dwóch żandarmów w Zawadach. Wkrótce na podwórku Franciszka Garbowskiego wykopany został masowy grób. Jedno ze źródeł podaje, że pracę tę musieli wykonać przed śmiercią mieszkańcy wsi, inne informuje z kolei, że mogiłę wykopali sami Niemcy. Następnie uwięzione w domu Sikorskiego ofiary doprowadzono w trzech kolejnych grupach na skraj dołu i rozstrzelano. W pierwszej grupie znalazły się kobiety i dzieci. Niewykluczone, że niektórych Polaków spalono żywcem, gdyż w zgliszczach domu Sikorskiego znaleziono później szczątki pięciu osób, w tym czworga dzieci.
W międzyczasie z opustoszałych gospodarstw zabrano żywy inwentarz i mienie ruchome. Zrabowane dobra załadowano na furmanki, które sprowadzono z sąsiednich miejscowości, po czym odwieziono do Rutek. Pognano tam również bydło i konie. Opuszczając wieś, Niemcy podłożyli ogień pod zabudowania. Po odejściu głównych sił ekspedycji karnej kilku pozostających jeszcze we wsi Niemców znalazło ukrytego w zagonie owsa Franciszka Mężyńskiego. Mężczyznę zastrzelono przy drodze.
Tego dnia zostało zamordowanych 49 mieszkańców Sikor-Tomkowiąt, w tym trzynaście kobiet i siedemnaścioro dzieci. Najmłodsza ofiara liczyła rok, a trzy najstarsze – 70 lat. Zniszczeniu uległo 10 domów, 9 stodół i 9 innych budynków gospodarczych. Niemcy zrabowali m.in. 9 koni, 26 krów, 23 sztuki trzody chlewnej.
Sprawcami zbrodni byli esesmani ze specjalnej jednostki Kommando „Müller” oraz żandarmi z posterunków w Zawadach i Rutkach. Według autorów opracowania Wieś białostocka oskarża… pacyfikacją kierował komisarz gminny w Rutkach, Kleist. Towarzyszyć miał mu jego zastępca – Poste. Wśród osób, które zarządziły i zaplanowały zbrodnię Jerzy Smurzyński wymienia m.in.: dowódcę SS i policji w okręgu białostockim – SS-Brigadeführera Otto Hellwiga, komendanta Ordnungspolizei w okręgu białostockim – pułkownika Hansa Leberechta von Bredowa, prezydenta policji w Białymstoku – SA-Brigadeführera Eugena Dorscha, dowódcę Dywizji do Zadań Specjalnych „Białystok” – gen. Hansa-Ericha Noltego, a także komisarza powiatowego w Łomży Karla von Groebena i szefa łomżyńskiego Gestapo E. K. Ennulata.

## Epilog
Pacyfikacja Sikor-Tomkowiąt została odnotowana w raportach Polskiego Państwa Podziemnego.
Masowy mord w Sikorach-Tomkowiętach nie był jedyną zbrodnią popełnioną przez Niemców w odwecie za działania oddziału UBK. Tego samego dnia zamordowano 58 mieszkańców Zawad i Laskowca.
Po wojnie wieś została częściowo odbudowana przez napływową ludność. Zwłoki ofiar pacyfikacji nie zostały ekshumowane. Na ich mogile wzniesiono nagrobny krzyż i niewielki pomnik. Na stojącej obok tablicy widnieje napis:

Tu spoczywa 49 osób zamordowanych przez okupanta hitlerowskiego w dniu 13 VII 1943 r. Cześć ich pamięci

Po 1960 roku materiały dotyczące pacyfikacji Sikor-Tomkowiąt zostały przekazane przez Główną Komisję Badania Zbrodni Hitlerowskich w Polsce do Centrali Badania Zbrodni Narodowosocjalistycznych w Ludwigsburgu. Jej sprawcy, podobnie zresztą jak sprawcy wielu innych zbrodni popełnionych na terenach wiejskich okupowanej Polski, nie zostali jednak nigdy osądzeni.